# 美好町
美好町（みよしちょう）は、東京都府中市の地名。現行行政地名は美好町一丁目から美好町三丁目。
郵便番号は183-0045。

## 地理
府中市の中央に位置する。

東から時計回りで、府中市寿町、府中市片町、府中市分梅町、府中市本宿町、府中市東芝町、府中市日鋼町、に隣接する。

## 交通

### 鉄道
| 街区内の駅                                |
| ----------------------------------------- |
| 南武線 京王線 - 分倍河原駅(JN 21) (KO 25) |

### バス
- 京王電鉄バス府中営業所
- 府中市コミュニティバスちゅうバス

以上が街区内の路線を運行している

### 道路
- 国道20号（甲州街道）
- 下河原緑道(旧下河原線用地)

## 施設

### 美好町三丁目
- 浅間神社（府中市美好町 3-42-2）